# HD 71833
HD 71833，又名BD-20 2549，SAO 175912、HR 3345，是一颗恒星，视星等为6.67，位于銀經243.07，銀緯10.36，其B1900.0坐标为赤經8h 24m 26.8s，赤緯-20° 10.36′ 3″。